# Климент Старозагорски
Климент е български духовник, старозагорски митрополит на Българската православна църква от 1940 до 1967 година.

## Биография
Роден е на 5 декември (22 ноември) 1897 година в балканското село Орешак, Троянско, със светското име Кино Радев Кинов. Завършва основно образование в родното си село. Тринадесетгодишен става послушник в Троянския манастир. Митрополит Максим Пловдивски го взима в Пловдив и го издържа, за да завърши прогимназия, Пловдивската духовна семинария, а после и Богословския факултет на Софийския университет.
През 1918 г., като ученик в Пловдивската духовна семинария се замонашва. На 15 януари 1919 г. е ръкоположен в Пловдивския митрополитски храм „Света Марина“ за йеродякон, а на 1 септември 1928 г. за йеромонах. На 7 януари 1931 г. e въведен в архимандритско достойнство.
В периода 1922 – 1924 година йеродякон Климент е учител-възпитател в духовно-монашеското училище при Троянския манастир, а от 1924 до 1928 г. е дякон при храма „Свети Александър Невски“ в София, докато следвал в Богословския факултет. От 1 септември 1928 г. до декември 1935 г. е протосингел на Пловдивската митрополия. В Пловдив организира първото епархийско книгоиздателство с печатница. Издава редица религиозни списания.
През 1936 г. е назначен за началник на културно-просветния отдел при Светия синод на Българската екзархия. През 1937 г. и 1938 г. е ректор на Пловдивската духовна семинария, а за 1938/39 и 1939/40 учебни години – ректор на Пастирско-богословския институт при Черепишкия манастир.
На 30 януари 1939 година архимандрит Климент е ръкоположен за епископ с титла „левкийски“.
На 8 декември 1940 година, в деня на Свети Климент Охридски, епископ Климент Левкийски е избран за митрополит на Старозагорската епархия. Утвърден е канонично на 15 декември 1940 година.
За периода 1960-1965 година Климент Старозагорски е председател на Върховния църковен съвет.
Климент Старозагорски умира на 13 февруари 1967 година в болница във Виена.